# Láčkovka Lowova
Láčkovka Lowova (Nepenthes lowii) je druh masožravé rostliny z rodu láčkovka (Nepenthes). Byla objevena v roce 1851 Hughem Lowem a popsána a pojmenována po něm Josephem Daltonem Hookerem roku 1859. Nejsou známy žádné poddruhy tohoto druhu, ale bylo objeveno několik hybridů, například Nepenthes lowii × truncata, Nepenthes lowii × stenophylla či Nepenthes lowii × pilosa.

## Výskyt
Láčkovka Lowova je endemickým druhem Bornea, vyskytuje se v Bruneji v oblastech Sabah a Sarawak, kde roste na horách Trus Madi, Kinabalu, Buli, Tama Abu, Bario, Murud a Mulu. Přednost dává mlžným lesům v nadmořské výšce 1 600 až 2 600 m, roste na světlinách s koberci rašeliníku, popř. v korunách stromů, jimiž prorůstá za sluncem. Při domácím pěstování je vhodné rostlinu sadit do epifytní směsi pro láčkovky.

## Popis
Láčkovka Lowova je popínavka, lodyha roste asi do pětimetrové výšky, ale může měřit až dvakrát tolik. Na konci čepelovitých listů vyrůstají úponky, z těch se mohou vyvinout láčky. Rostlina vytváří dva typy láček: spodní a horní. Spodní láčky mají tvar baněk a jejich víčka mají okrouhlý tvar. Na spodní straně víček rostou hrubé štětiny, mezi kterými se vytváří bílý sladký nektar. Horní láčky nemají na rozdíl od spodních vyvinuté obústí. Tyto láčky jsou dole baňkovité, nahoře znatelně rozšířené: dosahují šířky ústí asi 10 cm. Celá horní láčka pak měří na délku okolo 20 cm. Víčko je dlouhé asi 15 cm a široké asi 8 cm.
Láčkovka Lowova je dvoudomá rostlina, mezi opylovače patří bezobratlí, například dvoukřídlí či brouci. Plodem je tobolka, která se vyvíjí asi 3 měsíce. Nachází se v ní okolo 500 semen, která jsou roznášena větrem.

## Interakce se zvířaty
Láčkovka Lowova je masožravá rostlina; živiny získává lapáním drobných živočichů. Ty láká například pomocí barvy a nektaru na obústí, které je kluzké, a když se na něj neopatrný hmyz dosedne, spadne dolů do trávicí tekutiny, kde se utopí a je následně rozložen pomocí trávicích enzymů. Hmyz chytají především spodní láčky. Horní láčky získávají pro rostlinu živiny pomocí mutualismu s drobným savcem tanou horskou (Tupaia montana). Tu lákají na sladký nektar na víčku, přičemž při krmení tany do rostliny kálí, a zajišťují jí tím přísun dusíku.

## Ohrožení
Nebezpečí pro tento druh představuje především ztráta přirozeného prostředí, ale také sběr rostlin pro komerční využití, neb se jedná o vyhledávanou okrasnou rostlinu. Láčkovka Lowova má Mezinárodním svazem ochrany přírody (IUCN) přiřazen status zranitelný a je zapsán na přílohu II Úmluvy o mezinárodním obchodu s ohroženými druhy volně žijících živočichů a rostlin. Mimo to se většina populací vyskytuje v chráněných oblastech a nelegální sběr snižuje vytváření levnějších klonů pomocí metody in vitro.